# Campestre do Maranhão
Campestre do Maranhão is een gemeente in de Braziliaanse deelstaat Maranhão. De gemeente telt 12.716 inwoners (schatting 2009).